# Михајло Плескоњић
Михајло Плескоњић – Баџа (Нови Сад, 21. јун 1958 — Нови Сад, 22. март 2017) био је југословенски и српски позоришни, телевизијски и филмски глумац.

## Биографија
Михајло је рођен 21. јуна 1958. године у Новом Саду, а још као дечак се истакао у глуми. Његов отац Тихомир Плескоњић је био познати глумац, а његова сестра Александра Плескоњић-Илић се такође бави глумом. Завршио је гимназију у Новом Саду, а потом и дипломирао на Академији уметности, на одсеку драмских уметности у класи Димитрија Ђурковића 1984. године. Исте године након завршетка студија, постаје члан Српског народног позоришта. Остаће упамћен по улогама у представи Човек је човек, Пјеро у Дон Жуану, Церемониалмајстор, Трускот,Свети Георгије убива аждаху, Замјотов, Злочин и казна, Чудо у Шаргану, Ујкин сан, Брат Макарије, Је ли било кнежеве вечере, Брокет, Џандрљиви муж, Први лорд у Владајућој кући и у улози Нестор Профита у представи Вечити младожења, што је уједно била и његова последња улога. Филмску каријеру започео је добивши улогу у филму Гласам за љубав из 1965. године.

## Награде
- 1984. године, добитник награде за улогу Полија Бејкера у представи Човек је човек, на Сусрету војвођански представа у Вршцу.
- 1984. године, добитник Стеријине награде за најбољег глума на 34. позорју за улогу Бајре у представи Три чекића.
- 1990. године, добитник Годишње награде Српског народног позоришта, такође за улогу Бајре.

## Филмографија
| Год.   | Назив                                       | Улога                   |
| ------ | ------------------------------------------- | ----------------------- |
| 1960-е |                                             |                         |
| 1965.  | Гласам за љубав                             |                         |
| 1980-е |                                             |                         |
| 1981.  | Широко је лишће                             | Млади сељак             |
| 1982.  | Прогон                                      |                         |
| 1982.  | Венеријанска раја                           | Гарчевић                |
| 1983.  | Велики транспорт                            | Изгледнели младић       |
| 1983.  | Сумрак                                      |                         |
| 1984.  | Андрић и Гоја                               |                         |
| 1985.  | Једна половина дана                         |                         |
| 1987.  |                                             | Силеџија                |
| 1988.  | Тако се калио челик                         | Радник                  |
| 1988.  | Крај партије                                | Хам                     |
| 1988.  | Попут листа                                 | Ненад                   |
| 1988.  | Четрдесет осма — Завера и издаја (серија)   |                         |
| 1989.  | Дивљи светац                                | Павле                   |
| 1990-е |                                             |                         |
| 1990.  | Граница                                     |                         |
| 1990.  | Секс — партијски непријатељ бр. 1           | Булат                   |
| 1991.  | Бољи живот (серија)                         | Радојковићева муштерија |
| 1991.  | Српски рулет                                |                         |
| 1992.  | Булевар револуције                          |                         |
| 1993.  | Где су богови мртви                         | самог себе              |
| 1994.  | Највише на свету целом (серија)             |                         |
| 1994.  | Вуковар, једна прича                        | Полицајац у цивилу      |
| 1995.  | Крај династије Обреновић (серија)           |                         |
| 1995.  | Не веруј жени која пуши гитанес без филтера | Силеџија                |
| 1998.  | Џандрљиви муж                               |                         |
| 2000-е |                                             |                         |
| 2003.  | Живот је марш                               |                         |
| 2006.  | Љубав у залеђу (серија)                     | Рајко                   |
| 2009.  | Сељаци (серија)                             | Тома                    |
| 2009.  | Јесен у мојој улици                         | Машиновођа 2            |
| 2010-е |                                             |                         |
| 2012.  | Клип                                        | Професор патологије     |